# Jesteś tylko diabłem
Jesteś tylko diabłem – powieść Joe Alexa (właśc. Macieja Słomczyńskiego) wydana po raz pierwszy w 1960 roku.

## Fabuła
Znany prawnik Alexander Gilburne prosi Joe Alexa o pomoc w rozwikłaniu zagadki 
śmierci jego przyjaciółki. Ze względu na nietypowe okoliczności jej samobójstwa podejrzewa, że została zamordowana. Alex przyjeżdża do Norford, gdzie zapoznaje się z diabelską legendą dotyczącą dziedziców Norford Manor. Śmierć Patrycji stała się bowiem dopełnieniem klątwy, rzuconej na ród Ecclestonów kilkaset lat wcześniej. Joe musi działać szybko, gdyż przepowiednia zapowiada śmierć kolejnej osoby. Zapewnia sobie pomoc Bena Parkera i Scotland Yardu, dzięki czemu nikt obcy nie może przedostać się do posiadłości. Pomimo powziętych środków ostrożności, Diabeł jednak uderza.

## Motto
MERLIN
Wstrzymaj się, czarny niewolniku nocy!
DIABEŁ
Zmiażdżę cię, nędzny! Śmierć tu znajdziesz swoją…
MERLIN
Za mało sił masz, jesteś tylko Diabłem.

Odrzuć kształt ludzki i oddal się, pełznąc

Na brzuchu twoim cętkowanym, wężu!

Siła mych zaklęć rządzi nawet piekłem.

Ty pierwszy poznasz moc ich…
(Grzmot i błyskawica nad skałami. Tenibrarum princeps deviatiarum & infirorum Deus, hunc Incubum in ignis eterni abisum accipite, aut in hoc carcere tenebroso in sempeternum astringere mando. Skała pochłania go.)

Narodziny Merlina – akt V, scena 1